# Vodní nádrž Seč
Vodní nádrž Seč, též Sečská přehrada, je vodní dílo vybudované v letech 1924–1937 na řece Chrudimce se zděnou hrází z lomového kamene v říčním kilometru 50,7 v krajinné oblasti Železných hor. Většina plochy vodní nádrže se rozkládá na katastrálním území města Seč v okrese Chrudim náležejícím do Pardubického kraje, jen malá část na počátku vzdutí zasahuje též do kraje Vysočina.
Celkový objem vodní nádrže je 21,795 miliónů m³ s maximální zátopovou oblastí 220,1 ha a s plochou povodí 216,2 km², délka gravitační obloukové a zděné přehradní hráze v koruně činí 165,0 metrů a výška 42,0 metrů nad základovou spárou, šířka v úrovni základů 33,0 metrů a 6,8 metrů v koruně hráze. Vodní dílo v povodí Chrudimky je ve správě státního podniku Povodí Labe, závod Pardubice, je také zařazeno mezi vodárenské zdroje pro úpravny vody Seč a Monaco (Slatiňany).
Sečská přehrada je vzdálená 15,85 kilometru na jihozápad od města Chrudim (říční km 21,4 u mostu přes Chrudimku v ulici Vrchlického). Je významnou ochranou před povodněmi, vodním zdrojem pro úpravu na pitnou vodu (Monaco, Slatiňany) a rekreační lokalitou. Aktuální stav hladiny vodní nádrže a odtok vody je trvale monitorován.
Přípravné práce začaly již v roce 1922 stavbou silnice od města Seč k budoucí přehradě. Výstavba vodní nádrže Seč byla zahájena v roce 1924, cílem bylo doplnit koryto řeky Chrudimky další retenční nádrží (druhou po vodní nádrži Hamry) k předcházení ničivých povodní a také s energetickým využitím vodní elektrárnou. Přehradní hráz byla budovaná až v letech 1929–1934 v úzké soutěsce protékané Chrudimkou u města Seč, zděná žulovými kvádry mezi skalisky, na nichž se nacházejí zříceniny hradů Oheb a Vildštejn (pod nímž byl vyražen silniční tunel). Kámen na stavbu se dopravoval lanovou dráhou z lomu pod Libkovem.
Na přehradním jezeře se nachází jeden z největších izolovaných ostrovů v Česku (lokalita „Na ostrůvku“), původně šlo o ostroh naproti hradu Oheb. Má rozlohu standardně okolo 1,8 ha (při snížené hladině až 3 ha). Je zalesněný, využívá se příležitostně k rybolovu nebo koupání.
Údolní přehradní nádrž je 6,6 km dlouhá (maximální vzdutí při maximální hladině) a zatopila jedenáct obytných domů, jeden velký statek, čtyři mlýny, čtyři pily a tírnu lnu. Na skalnatém poloostrově a svazích nad vodní nádrží byla v roce 1996 vyhlášena přírodní rezervace Oheb, zahrnující i zříceninu hradu Oheb. V současnosti je lokalita jednou z nejrozsáhlejších rekreačních oblastí v Pardubickém kraji, nádrž slouží též k rybolovu, koupání a sportovnímu potápění. 

## Geografie

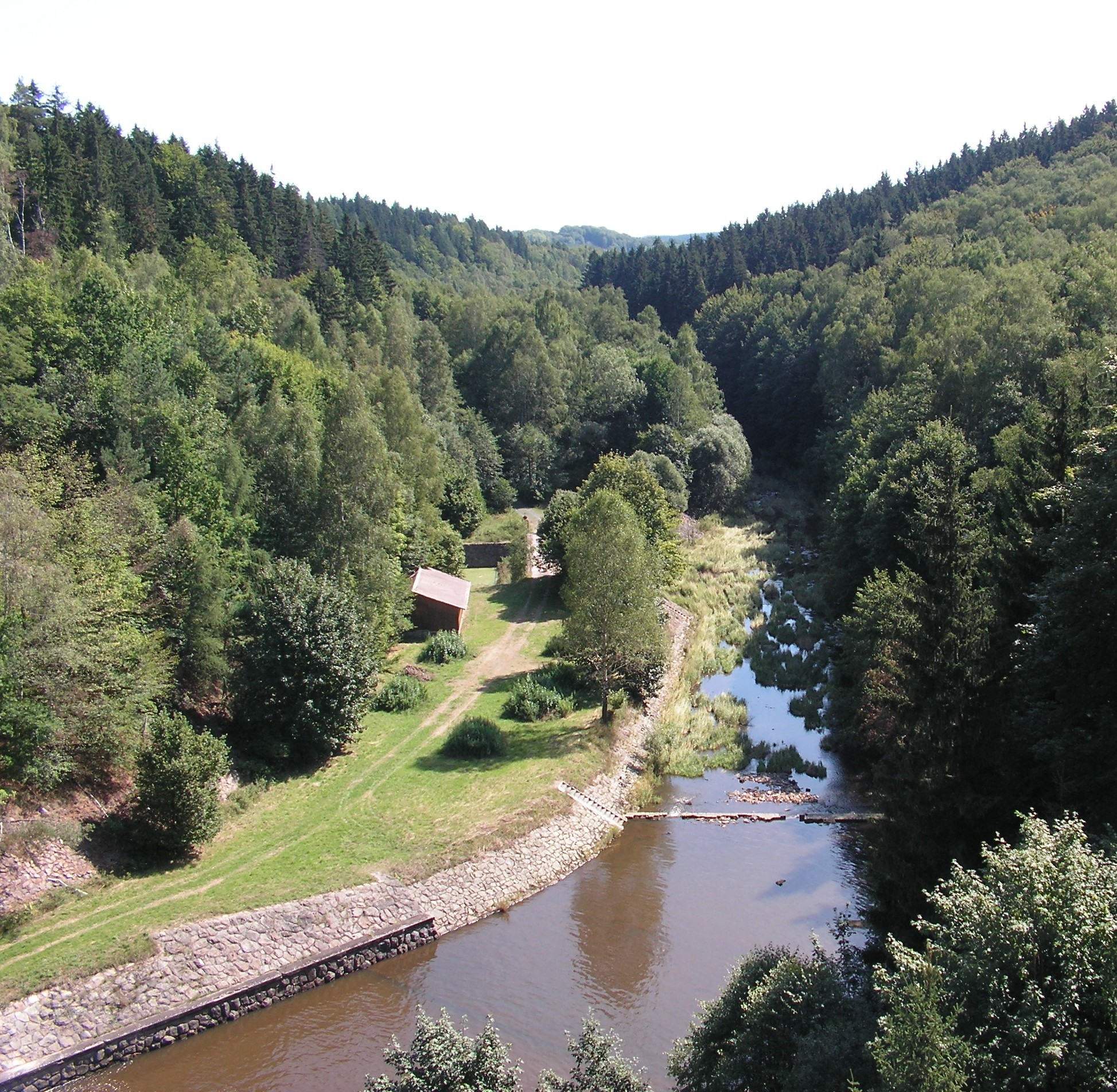
Koryto Chrudimky pod přehradou

Vodní dílo leží v Kameničské vrchovině, přibližně v rozsahu nadmořských výšek 455,61 m (dno údolí) až 486,81 m v poloze koryta Chrudimky na začátku vzdutí v říčním km 55,7 pod lokalitou Nad rybníkem, nad pravým břehem řeky na katastrálním území Proseč u Seče.
Skalnaté podloží je kótováno výškou 448,82 m pod přehradní hrází z návodní strany. Stavba byla založena v údolním profilu středního toku Chrudimky mezi skalními výstupy s výškovými body Oheb (552,7 m) na pravém břehu řeky a Vildštejn (512,46 m), který je na levém břehu zaměřeným zhušťovacím bodem č. 205 (TL 2304) České státní trigonometrické sítě. Nachází se na nejvyšším místě skalního výstupu nad tunelem se silnicí od Seče, vedoucí na korunu přehradní hráze ve směru k Proseči (části města Seč).
Hydrogeografická osa původního koryta Chrudimky tvoří rozhraní mezi částmi katastrálního území města Seč, od kterého je odvozen název přehrady. Na levém břehu řeky je to část Hoješín, na pravém Proseč v okrese Chrudim náležejícím do Pardubického kraje. V malém úseku na začátku vzdutí vodní nádrže tvoří koryto řeky také rozhraní mezi Pardubickým krajem a Krajem Vysočina, na levém břehu s obcemi Jeřišno a Klokočov v okrese Havlíčkův Brod.
Do vodní nádrže přitéká řeka Chrudimka v četných meandrech od jihovýchodu, od Trhové Kamenice. Ve vodní nádrži se pod vrcholem Olšina (559,0 m) stáčí k severu, tvoří zátoku s přírodní rezervací Oheb na pravém břehu a ostrovem v přehradním jezeře (výškový bod Na ostrůvku 490,8 m). Pod skalnatým vrcholem Malý Oheb (513,5 m) se řeka Chrudimka ve vodní nádrži stáčí k východu a směřuje proti návodní straně přehradní hráze.

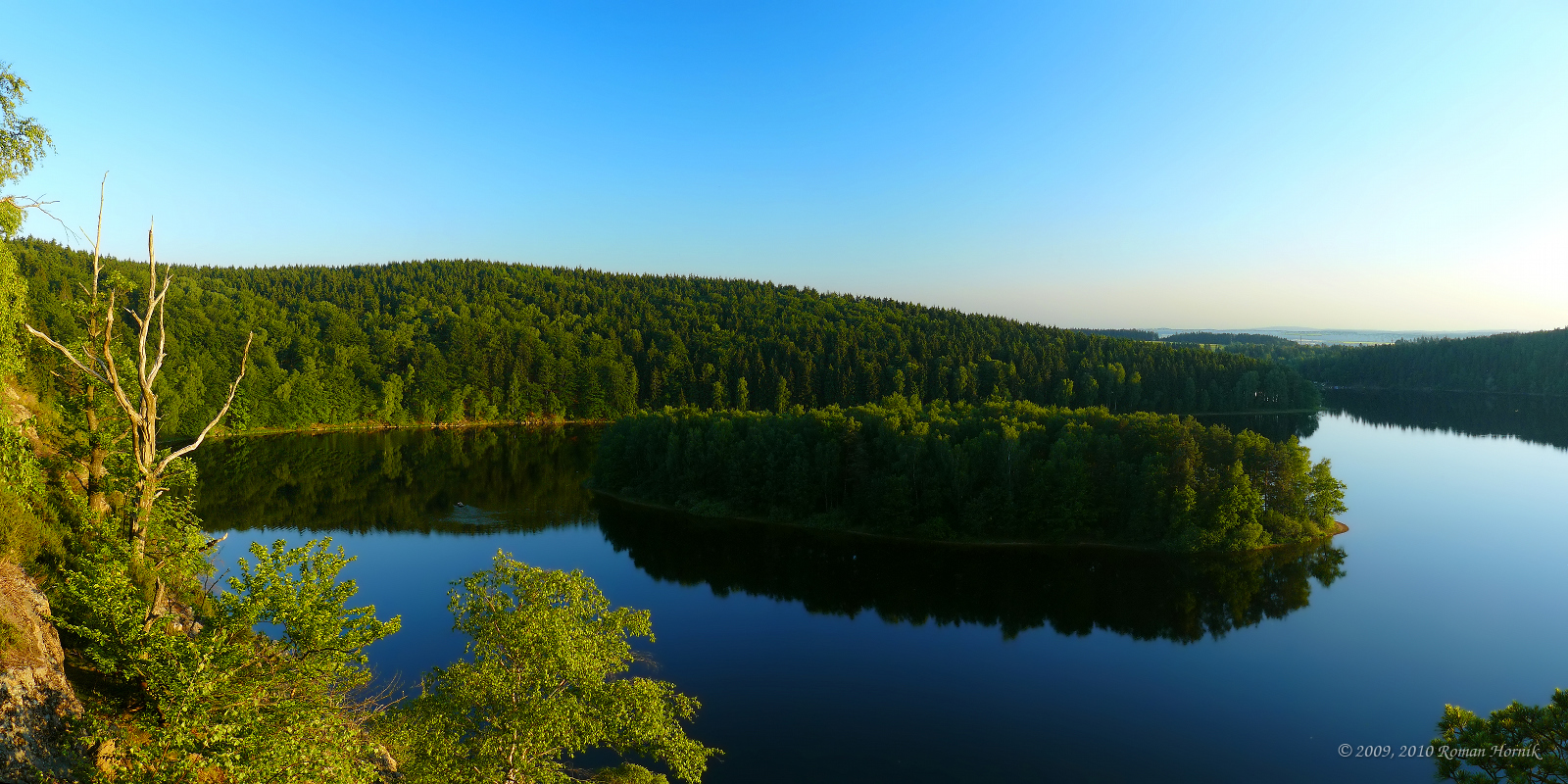
Vodní plocha s ostrůvkem

Změny toku řeky pod Sečí způsobil dlouhodobý geologický proces probíhající od konce třetihor. Vodní tok, přitékající v linii JV – SZ od Trhové Kamenice, pokračoval dále v přibližně dnešní hydrogeografické ose Počáteckého potoka, levostranného přítoku Zlatého potoka, se zaústěním toku do koryta dnes řeky Doubravy pod Třemošnicí.
Tektonické pohyby zemských ker způsobily zdvih mohutné klínové kry na tzv. železnohorské linii mezi Ždírcem nad Doubravou, Třemošnicí až Týncem nad Labem (viz též Sečská vrchovina). Změna sklonu zemského povrchu ve směru JZ – SV byla příčinou prudkého otočení vodního toku k východu, s jeho dalším pokračováním v dnešní hydrogeografické ose Chrudimky směrem k Bojanovu až pod Nasavrky a dále více k severu na Slatiňany.
Ve skalnatém podloží (granodiorit až tonalit), v polohách výše nad pravým břehem řeky migmatizovaná rula až migmatit a pod Nasavrky granit, prořezala řeka hluboká údolí. Skalnaté podloží v hloubce 1–4 m v průběhu koryta bylo výhodné pro založení stavby přehradní hráze.
Přítoky do vodní nádrže, kromě řeky Chrudimky, tvoří vodou málo vydatné vodoteče na začátku vzdutí vodní nádrže, levostranné pod obcemi Klokočov a Jeřišno, pravostranné stékající po úbočí vnitřního hřebene Železných hor, táhnoucího se od vrcholu Olšina (559,0 m) nad vodní nádrží Seč ve směru sídelních lokalit Proseč a Prosíčka (části města Seč).

## Historie

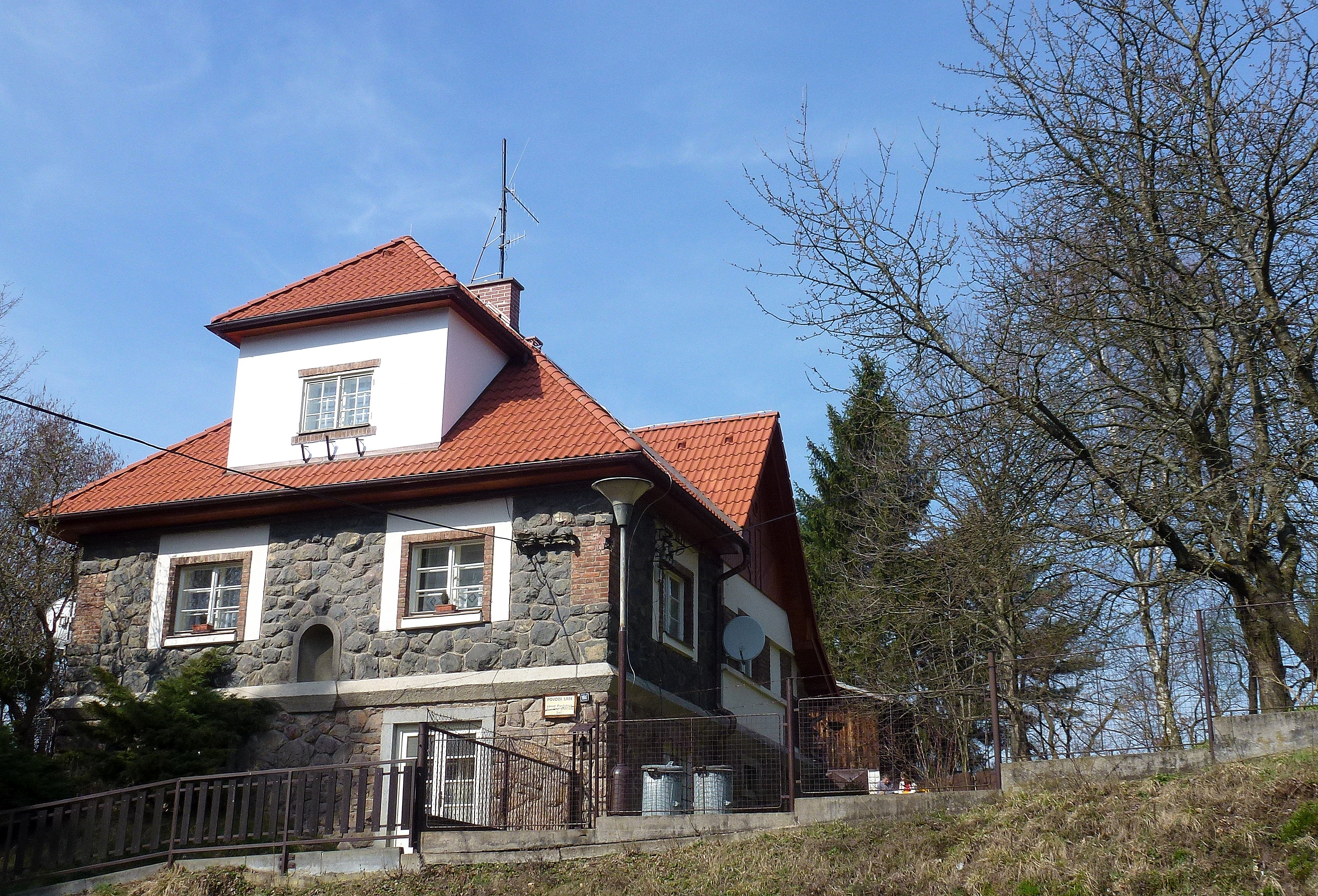
Objekt hrázného patří mezi první stavby vodního díla, autorem projektu architekt Adolf Brzotický

Původní plán stavět v pořadí druhou přehradu na řece Chrudimce v letech 1912–1924 u Křižanovic zdržela I. světová válka. Po jejím skončení zahájila v roce 1919 již československá Zemská komise přípravné práce, jejichž výsledkem byly dvě varianty další výstavby přehrad. První zahrnovala retenční vodní nádrž u Křižanovic a špičkovou vodní elektrárnu v oblasti Práčova, také s vyrovnávací vodní nádrží Svídnice. Druhé řešení nabízelo přehradní hráz v úzkém údolí pod Sečí se špičkovou vodní elektrárnou a vyrovnávací vodní nádrží Padrty (nazývaná také Seč II). 
Finanční náročnost několika rozsáhlých vodních staveb způsobila, že Zemská komise navrhla nejprve využít morfologicky výhodného hlubokého údolí pod Sečí pro výstavbu vodní nádrže s energetickým využitím, další vodní díla řešit v budoucnu. Projektová příprava údolní přehrady u Seče byla k dispozici v roce 1922 a ve stejném roce vydáno vodoprávní povolení. Návrh počítal s gravitační obloukovou zděnou přehradní hrází vybudovanou z lomového kamene a bezpečnostním přelivem, projekt vypracovala firma Ctibor a spol.
V roce 1922 zahájena stavba silniční komunikace od Seče k budoucí přehradě, dnes silnice II/343 mezi městy Seč a Svratka. V roce 1923 vydáno stavební povolení pro stavbu vodního díla a vybrána firma podnikatelství staveb Ing. Vendelín Dvořák z Pardubic. Slavnostní zahájení stavby proběhlo 15. září 1924 umístěním pamětní desky u tzv. Vildštejnské skály (skalní výstup nad levým břehem Chrudimky s hradní zříceninou Vildštejn). Stavba byla rozdělena do několika etap, v první se vybudoval bezpečnostní přeliv a spadiště s přemostěním, pro hrázného přehrady také objekt, jehož autorem je architekt Adolf Brzotický.

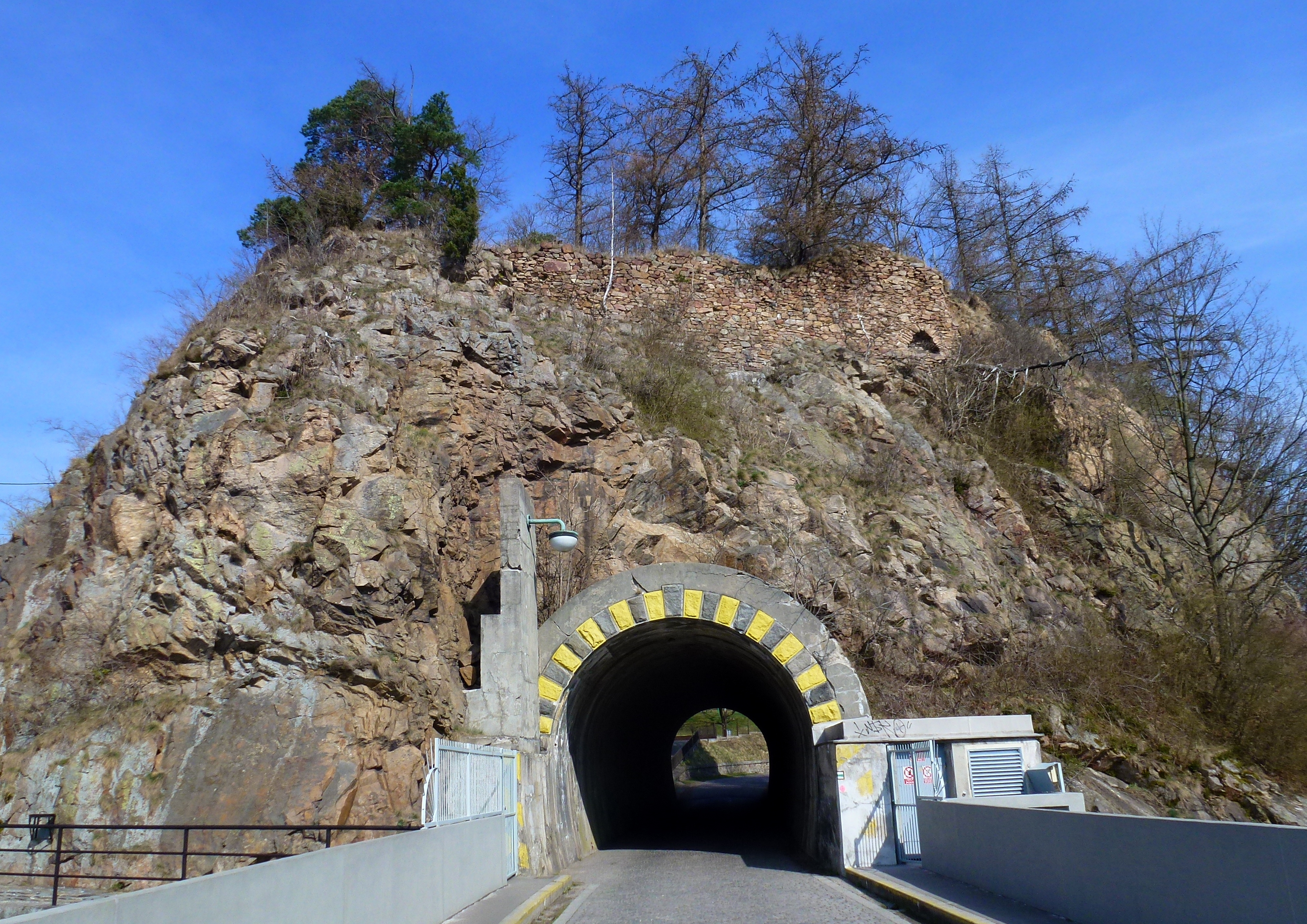
Sečský tunel vyražený ve skalní vyvýšenině se zříceninou hradu Vildštejn, silnice po koruně přehradní hráze směřuje skrz tunel k městu Seč

Pod Vildštejnskou skálou byl proražen tunel pro silnici od Seče, pokračující po přehradní hrázi ve směru na Proseč. Pro dopravu kamene na stavbu přehrady z lomu u Libkova vybudována lanová dráha 10 km dlouhá a na ni zavěšeno 90 nákladních vozíků, od listopadu 1928 denně přepravily 120 m³ kamene. V květnu 1929 založena stavba přehradní hráze, celkem použito 75 000 m³ kameniva, převážně žulových kvádrů a také například 1450 vagonů cementu a 3000 vagonů písku.
Traduje se, že v průběhu stavby vyhlásila stavební firma úpadek a roku 1933 výstavbu převzala stavební společnost Nekvasil z Prahy (toto tvrzení je uvedeno také na informačním panelu u přehrady). Archivní materiály nic takového ale neprokazují, firma Vendelína Dvořáka pracovala na stavbě přehrady až do roku 1937, kdy byla dokončena její kolaudace. Strojní zařízení přehrady realizovala akciová společnost Škoda, Plzeň. Dodatečně postavena sypaná ochranná hráz u Horní Vsi (součást města Seč) v obavě před přelitím vody z přehradního jezera do koryta Počáteckého potoka a v roce 1938 provedena po průtoku velké vody rekonstrukce bezpečnostního přelivu a kaskády.
Energetická část vodního díla projektována samostatně, v roce 1931 navržena dvě řešení, jedno s umístěním špičkové vodní elektrárny pod přehradní hrází a vyrovnávací vodní nádrží před ohybem řeky pod Markovou skálou (následně zamítnuto) a druhé s vodní elektrárnou za ohybem koryta řeky pod Markovou skálou a s hrází vyrovnávací nádrže pod vrcholem Na skalici (521 m) v říčním km 47,9 (současné umístění, vodní nádrž Padrty).
V letech 1933–1939 probíhalo jednání o výkupu pozemků pro vyrovnávací nádrž Padrty, v roce 1940 stavba zahájena, původní projekt byl v průběhu stavby přepracován. Pro elektrárenský přivaděč, z důvodu nestabilního podloží nad levým břehem koryta Chrudimky, sestaveno v letech 1941–1943 unikátní dřevěné potrubí o celkové délce 854,3 metrů a průměru 2 metry, zhotoveno z modřínových dýh 8 cm silných a stažených ocelovou obručí na každých 12 cm délky potrubí.

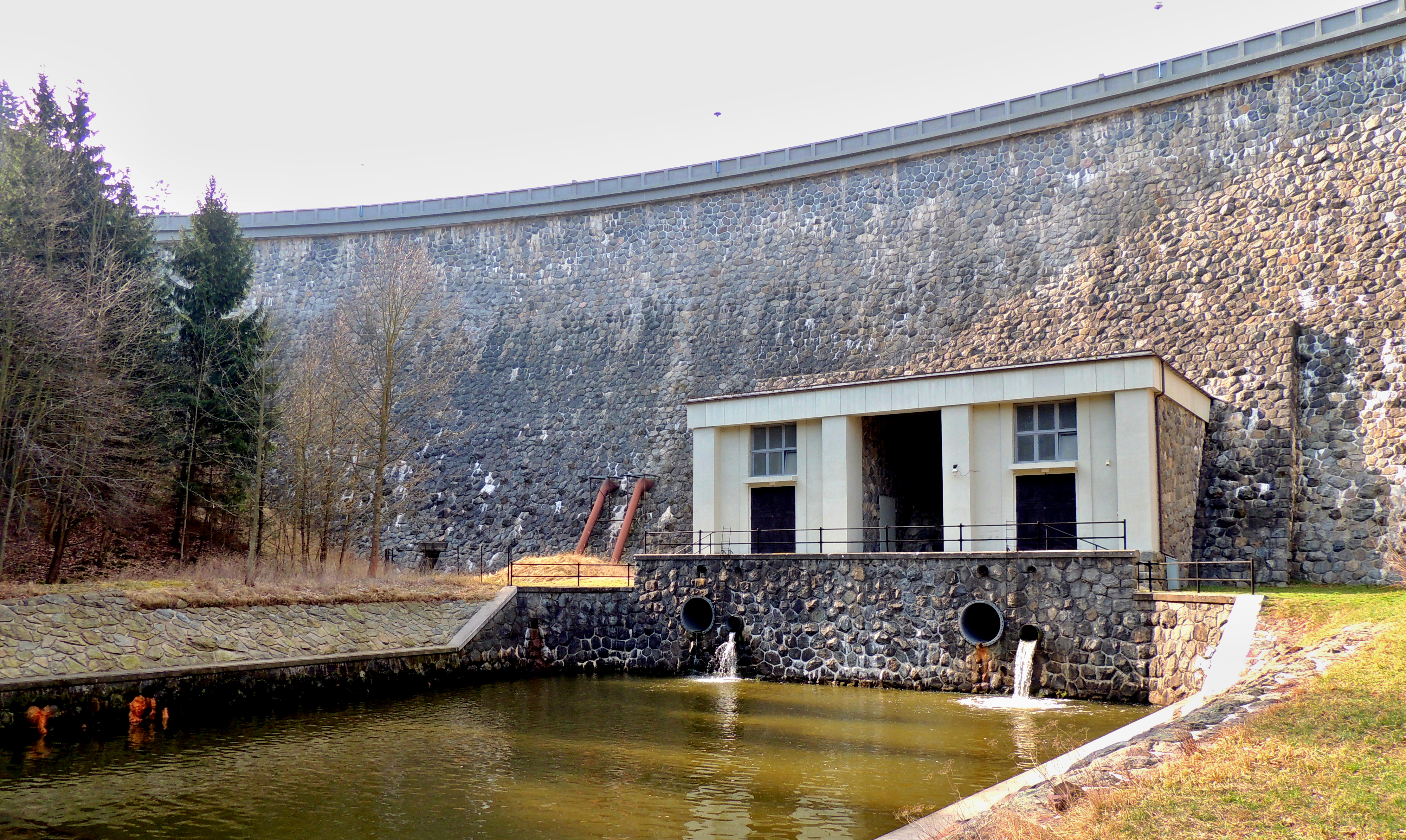
Vzdušná líc přehradní hráze se strojovnou ovládající výpusti vodní nádrže Seč

Stavby a montáž strojírenského zařízení pro energetické využití vodního díla byly realizované v letech 1940–1946, v průběhu II. světové války byly na určitou dobu přerušeny. V roce 1947 dokončeny a uvedena do provozu špičková vodní elektrárna ve vzdálenosti 1,2 km pod vodní nádrží na levém břehu řeky v lokalitě Na Bělidle (s místním názvem Na plajchu, město Seč). Použita byla Francisova turbína s instalovaným výkonem 3,04 MW.
V letech 1950–1952 výstavba ochranné betonové zdi v délce 39 metrů a výšce 31,5 metrů vlevo od přehradní hráze proti působení vody na skalní vyvýšeninu (Vildštejn) a v roce 1954 bylo jílové utěsnění přelivu z návodní strany přehrady nahrazeno rovněž betonovou zdí.
V roce 1962 byla vodní nádrž zařazena mezi vodní zdroje pro vodárenské účely a vybudováno odběrné potrubí do úpravny vody Seč, také s možností dotovaného průtoku 0,17 m³/s do vodní nádrže Křižanovice – Práčov pro úpravnu vody Monako (Slatiňany).
V letech 1986–1989 dřevěné potrubí elektrárenského přivaděče postupně rekonstruováno a v roce 2010 nahrazeno potrubím ocelovým.

## Účel vodního díla
- nadržení (akumulace) vody pro vodárenské účely, úpravny vody Seč a Monako
- nadržení (akumulace) vody pro energetické využití (špičková vodní elektrárna Seč)
- zajištění minimálního průtoku v řece Chrudimce pod vodní nádrží
- ochrana území ležícího pod nádrží před velkou vodou (povodní)
- účelové rybí hospodářství se sportovním rybolovem
- vodní sporty, koupání a rekreace
- zajištění průtoku řeky Chrudimky v profilu limnigrafu Padrty[14]

## Technické údaje přehrady

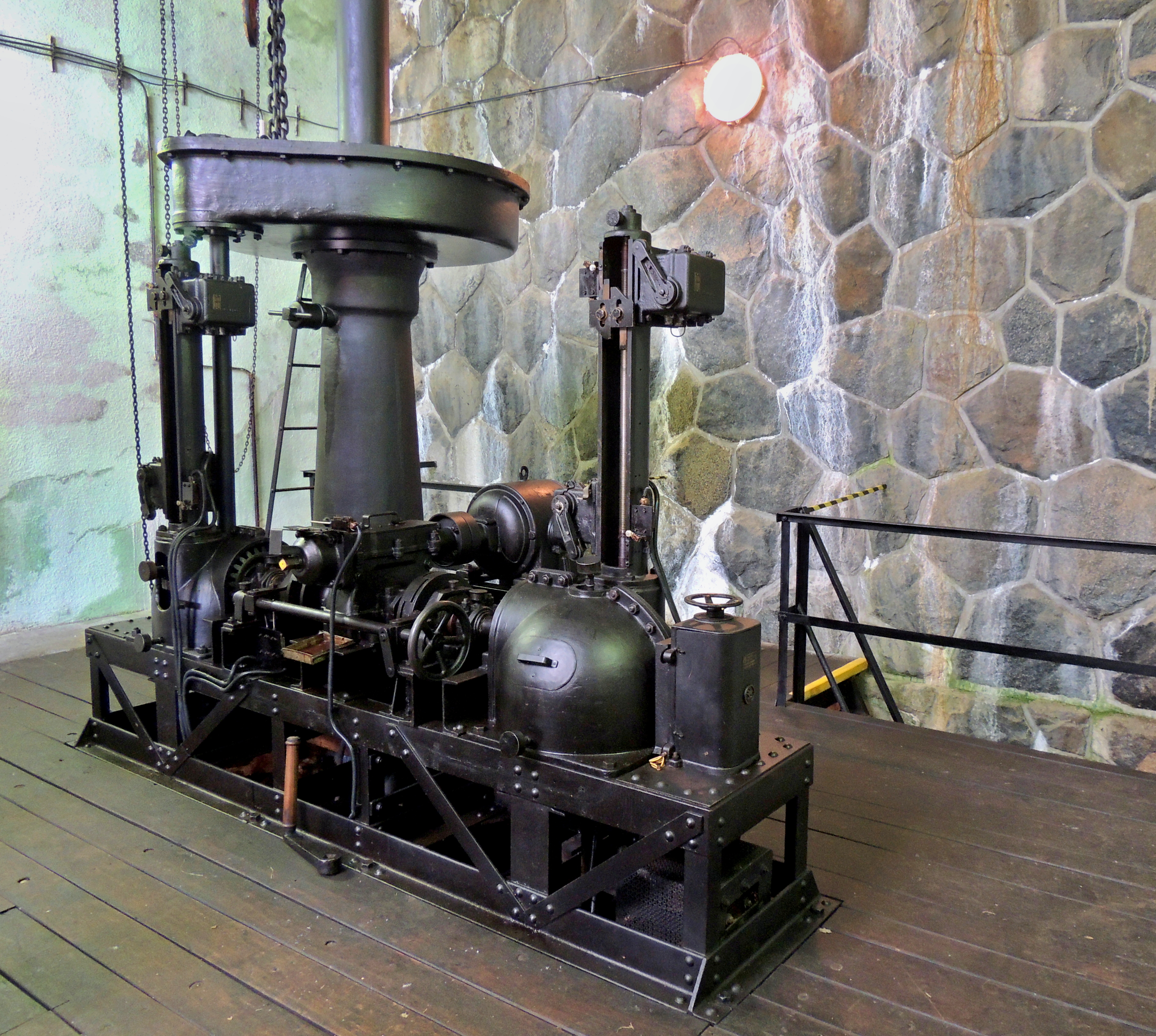
Strojní zařízení ovládající uzávěry výpusti vodní nádrže vyrobila strojírenská firma Škoda, Plzeň

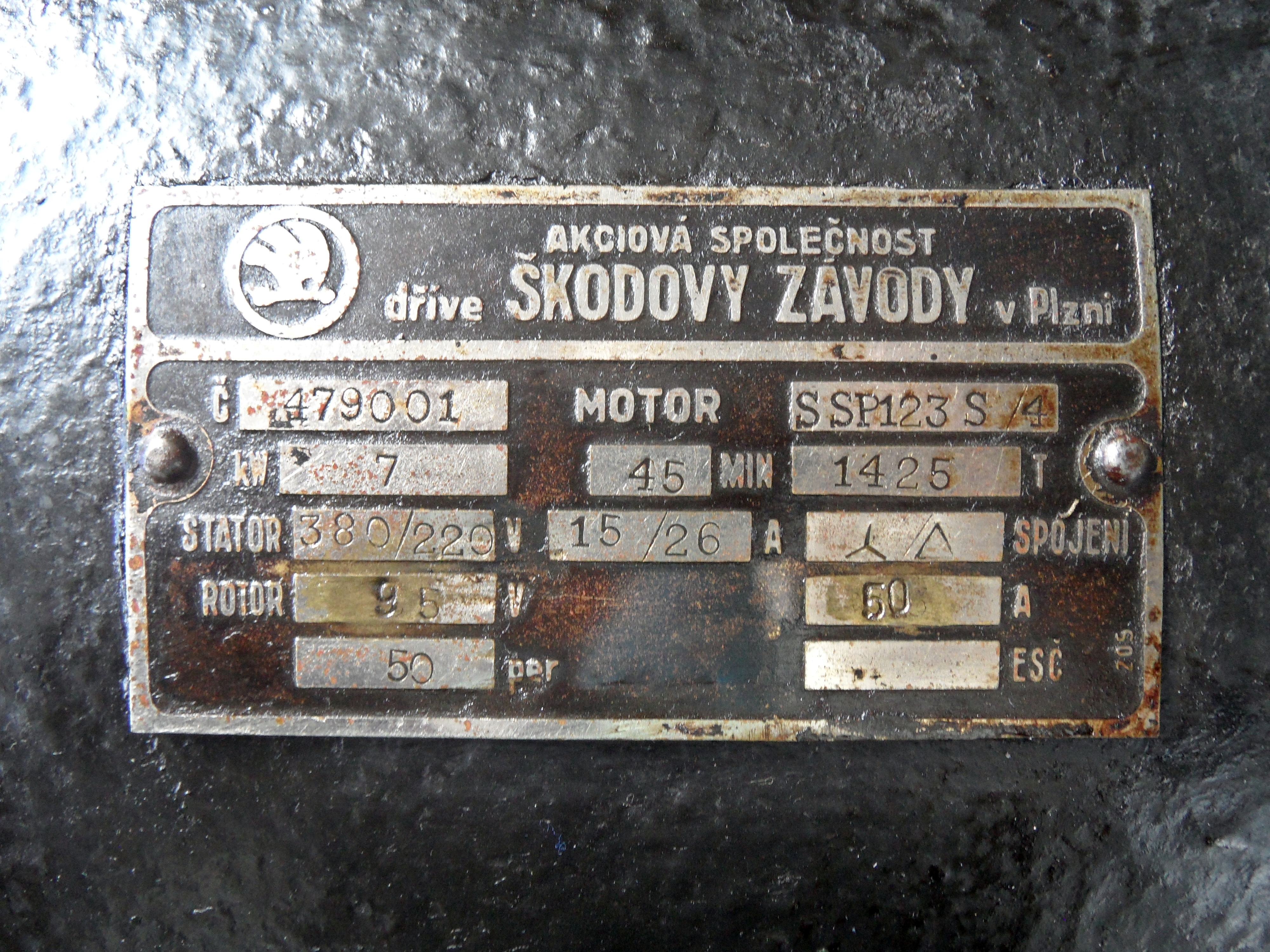
Výrobní štítek jednoho z uzávěrů

- Typ přehradní hráze – oblouková (poloměr 150 m), gravitační zděná hráz z lomového kamene
- Výška koruny hráze nad základovou spárou 42,0 m
- Šířka v koruně 6,8 m
- Šířka v úrovni základů 33,0 m
- Délka v koruně 165,0 m
- Sklon návodního líce 1 : 0,076
- Sklon vzdušního líce 1 : 0,721
- Kóta koruny hráze 491,11 m n. m.
- Minimální průtok až do výše 1,6 m³/s * Převádění průtoků pod přehradní hráz – dvě spodní výpusti v ose hráze, každá se dvěma potrubími, odtok do tzv. vývaru (34,5 m dlouhý, dno až 27,3 m široké, 3,35 m hlouboký)
- Potrubí výpustí – dva šoupátkové uzávěry (revizní a regulační), na návodní straně tabulový (provizorní)
- Povodňový odtok vody – průtok vlevo od hráze přes boční bezpečnostní nehrazený přeliv s přelivnou hranou dlouhou 65 m v nadmořské výšce 488,61 m a kapacitou 170 m³ o mocnosti 1,5 m vodního proudu
- Odtok vody z přelivu – voda přepadá do spadiště a dále po stupňovité kaskádě se šesti stupni a skluzem pod hráz, do kamenného koryta s vývarem o délce 25,5 m v nadmořské výšce cca 455 m
- Vodárenský odběr vody potrubím do úpravny vody Seč

### Revizní chodba
Revizní chodba je vedená podélně hrází v různých výškových úrovních. Rozměry obetonované chodby jsou přibližně 1 × metry. Celková délka je přibližně 100 metrů od levého zavázání hráze k pravému. Vstup zajišťují dvě příčné chodby, každá o délce 13 metrů, které jsou chráněny ocelovými dveřmi. 
Podél celé revizní chodby je veden betonový žlábek pro odvodnění průsaků hráze. Před oběma vstupními dveřmi je žlábek zahražen ručním stavítkem s otvorem pro měření průsaků. V revizní chodbě jsou dále vztlakoměrné vrty a jiná zařízení.

### Energetická část přehrady

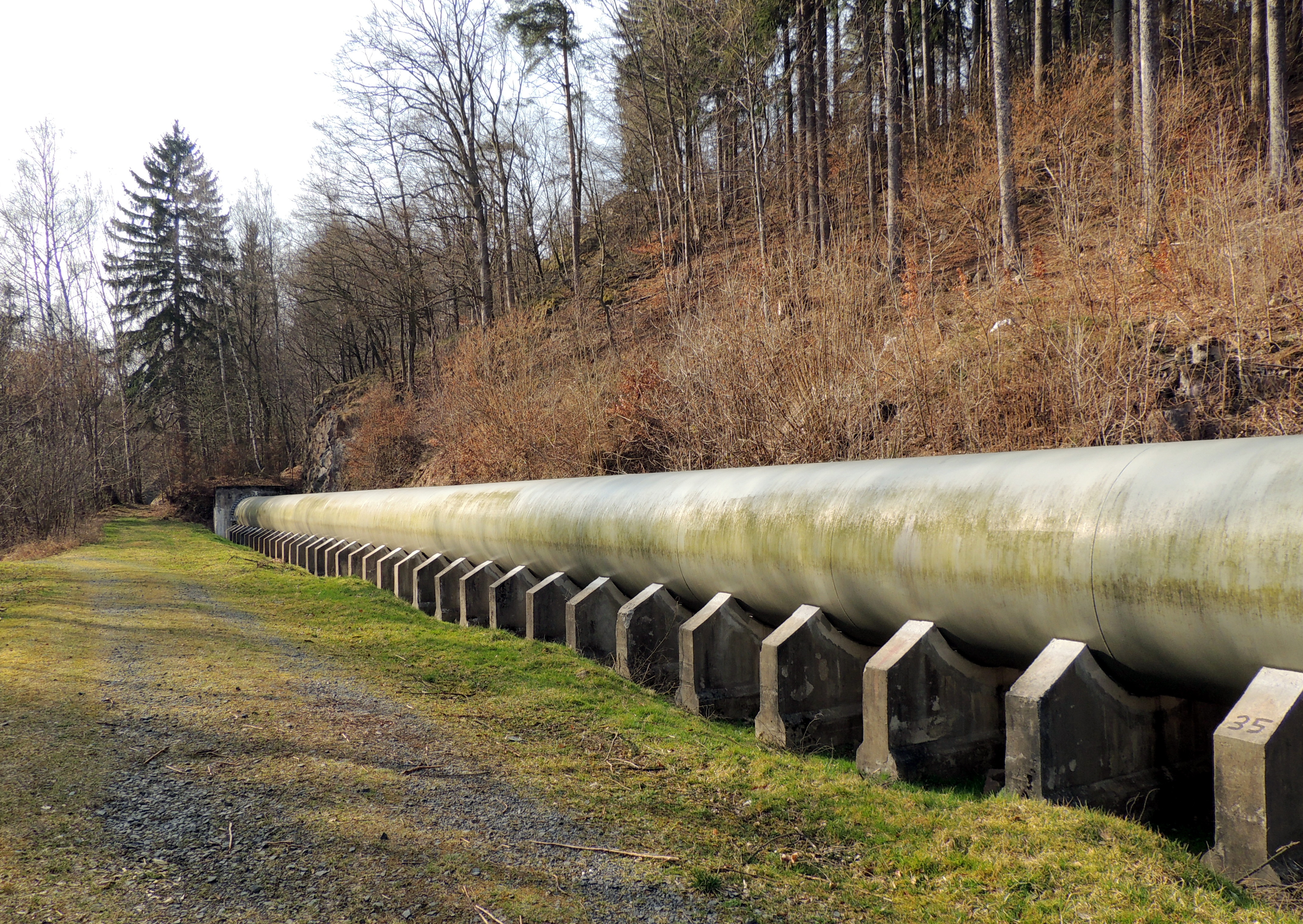
Elektrárenský přivaděč vody, ocelové potrubí v délce 1280 m, do roku 2010 většina (854,3 m) byla z modřínové dýhy

- Špičková vodní elektrárna na levém břehu řeky, vzdálená 1,2 km od přehradní hráze
- Francisova turbina s hltností 9,5 m³/s a výkonem 3,04 MW pracuje v rozsahu spádu 44,7–24,2 m
- Přívod vody z vodní nádrže do vyrovnávací komory potrubím o délce 1280 m, původně většina v délce 854,3 m ze dřeva, od roku 2010 celé potrubí ocelové
- Přívod vody z vyrovnávací komory do elektrárny v délce 55,2 m ocelovým tlakovým potrubím
- V přehradní hrázi na potrubí jedné výpusti instalovaná malá vodní elektrárna s výkonem 30 kW

Důvodem unikátního řešení (původní dřevěné potrubí) bylo patrně to, že říšská správa nedovolila použití nedostatkové oceli, která byla nutná pro zbrojní průmysl. Firma Energo-Pro (současný vlastník elektrárny), chtěla dřevěné potrubí zachovat, ale nenašla žádného vhodného dodavatele. Zachránit technickou památku se snažilo také občanské sdružení Altus, které žádalo Ministerstvo kultury ČR o prohlášení kulturní památkou. To bylo odmítnuto, protože během oprav v 80. letech bylo dřevo vyměněno, takže již nešlo o původní památku.
V roce 2010 proto došlo ke kompletnímu nahrazení ocelovým potrubím a zachovaly se jen malé zbytky dřevěného potrubí, které jsou vystaveny na třech místech: v centru města u zámku, v lokalitě Na Bělidle (východně od města, u vodní elektrárny a úpravny vody) a také u autokempingu Pláž (západní okraj města).

## Hydrologické údaje
- Řeka Chrudimka
- Plocha povodí 216,2 km²

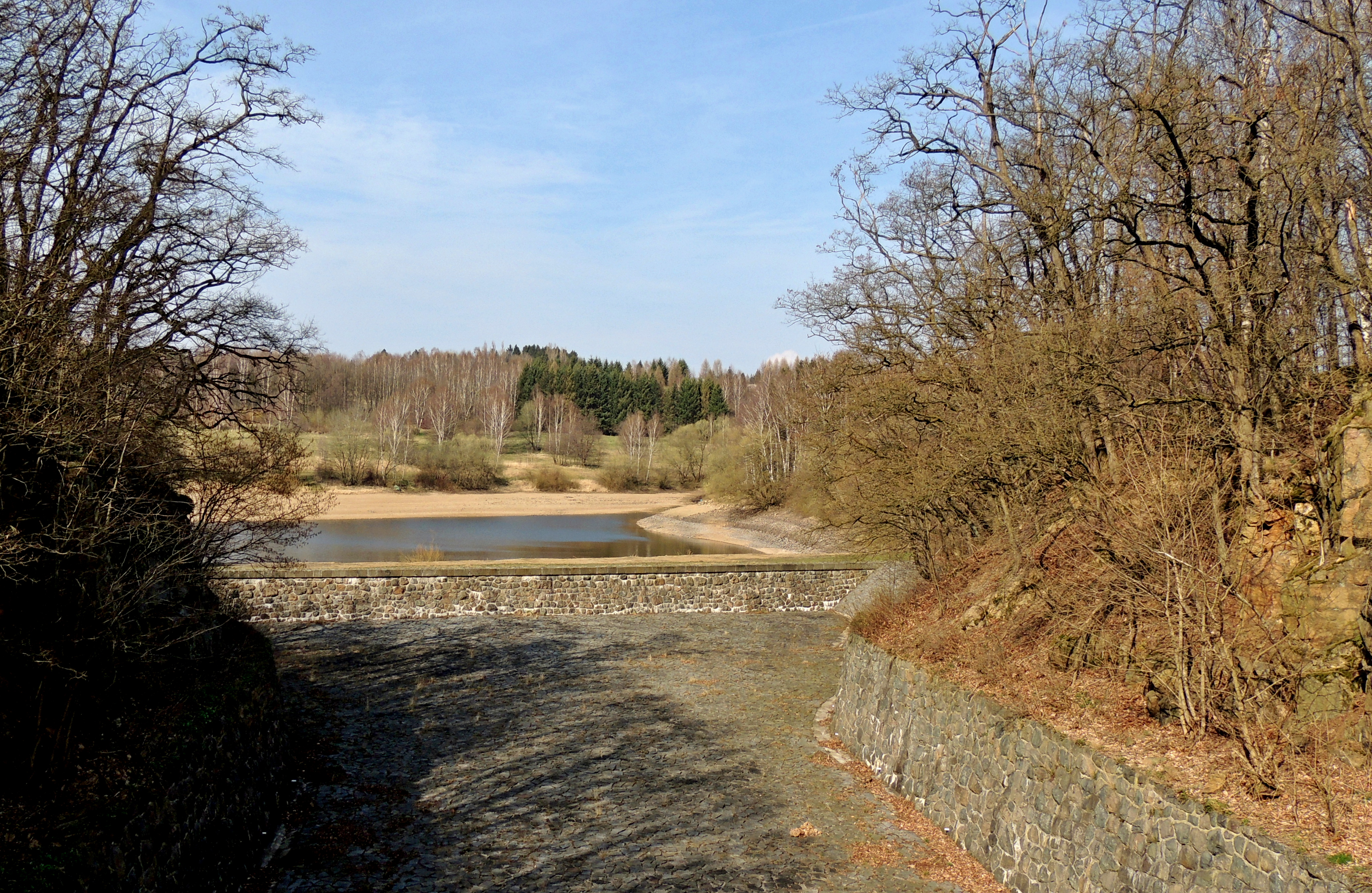
Bezpečnostní přeliv vodní nádrže s přelivnou hranou dlouhou 65 m v nadmořské výšce 488,61 m

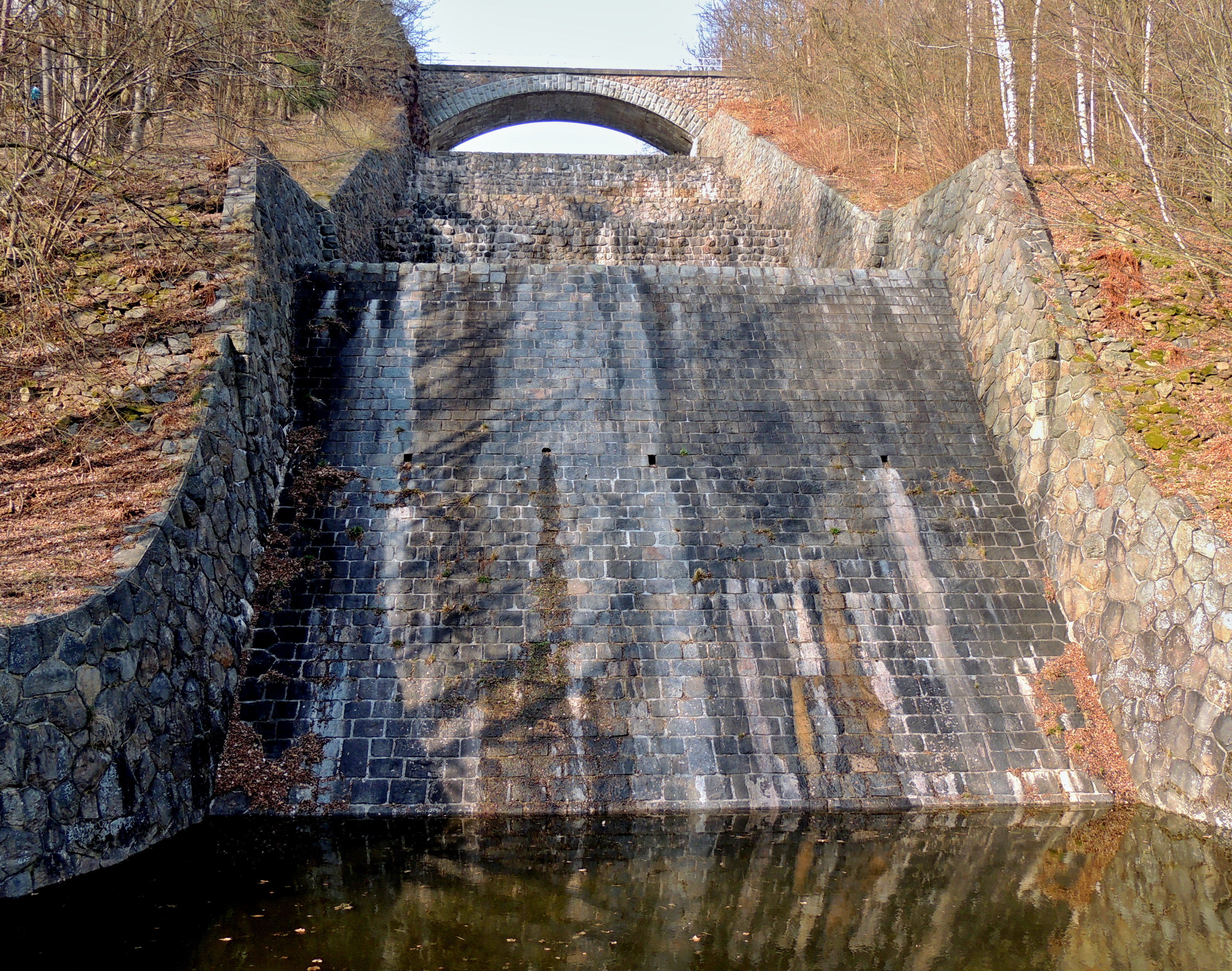
Kamenné koryto bezpečnostního přelivu se skluzem pod šestistupňovou kaskádou, nahoře přemostění se silnicí II/343, dole hladina řeky Chrudimky pod přehradní hrází

- Průměrná dlouhodobá výška ročních srážek 793 mm
- Průměrný dlouhodobý roční průtok 2,28 m³/s * Stoletý průtok Q100 157 m³/s

## Vodní nádrž
- Celkový ochranný objem vodní nádrže 6,475 mil. m³
- Celkový ovladatelný ochranný objem nádrže 18,491 mil. m³
- Celkový objem nádrže 21,795 mil. m³
- Maximální hladina 490,11 m n. m.
- Délka maximálního vzdutí 6,6 km[7]

### Stálé nadržení
- Kóta hladiny 469,61 m n. m.
- Objem 1,303 mil. m³
- Zatopená plocha 27,584 ha

### Zásobní prostor
- Kóta hladiny 469,61 až 486,81 m n. m.
- Objem 14,017 mil. m³
- Zatopená plocha 165,994 ha

### Ovladatelný ochranný prostor
- Kóta hladiny 486,81 až 488,61 m n. m.
- Objem 3,170 mil. m³
- Zatopená plocha 65,73 ha

### Neovladatelný ochranný prostor
- Kóta hladiny 488,61 až 490,11 m n. m.
- Objem 3,305 mil. m³
- Zatopená plocha 220,1 ha

## Lokalita
- Krajinná oblast Kameničská vrchovina
- Střední tok řeky Chrudimky, v říčním kilometru 50,722 přehradní hráz
- Katastrální území města Seč, malá část v obcích Jeřišno a Klokočov

## Dny otevřených dveří
Na přehradě Seč bývá celkem pravidelně Den otevřených dveří, obvykle na konci třetího týdne v březnu, protože Světový den vody připadá na 22. března, např. v roce 2025 se konal přesně na tento den. V uplynulých letech byl vstup bez rezervace, ale vzhledem k velkému zájmu je vhodné pro příští roky ověřit jakmile Povodí Labe pozvánku zveřejní (na přehradu Les Království je rezervace povinná).